# Golf de Belle-Île-en-Mer
Pour les articles homonymes, voir Golf, Belle-Île et Belle-Île-en-Mer.
Le golf de Belle-Île-en-Mer est un terrain de golf-links de la commune de Sauzon, en France.

## Localisation
Le golf est situé sur la pointe des Poulains, en Sauzon, extrémité occidentale de Belle-Île-en-Mer, dans le Morbihan.

## Descriptif
Homologué par la fédération française de golf en 2018, le terrain, de 14 trous par 56, mesure 4 635 m et 55 hectares.
Le trou no 2 est érigé sur un green de la petite presqu'île Tachen Braz, le challenge consistant à faire voler la balle sur 160 m au-dessus de l'océan pour l'atteindre, puis de la faire voler à nouveau sur 130 m au-dessus de l'océan pour atteindre le trou suivant. 

## Histoire

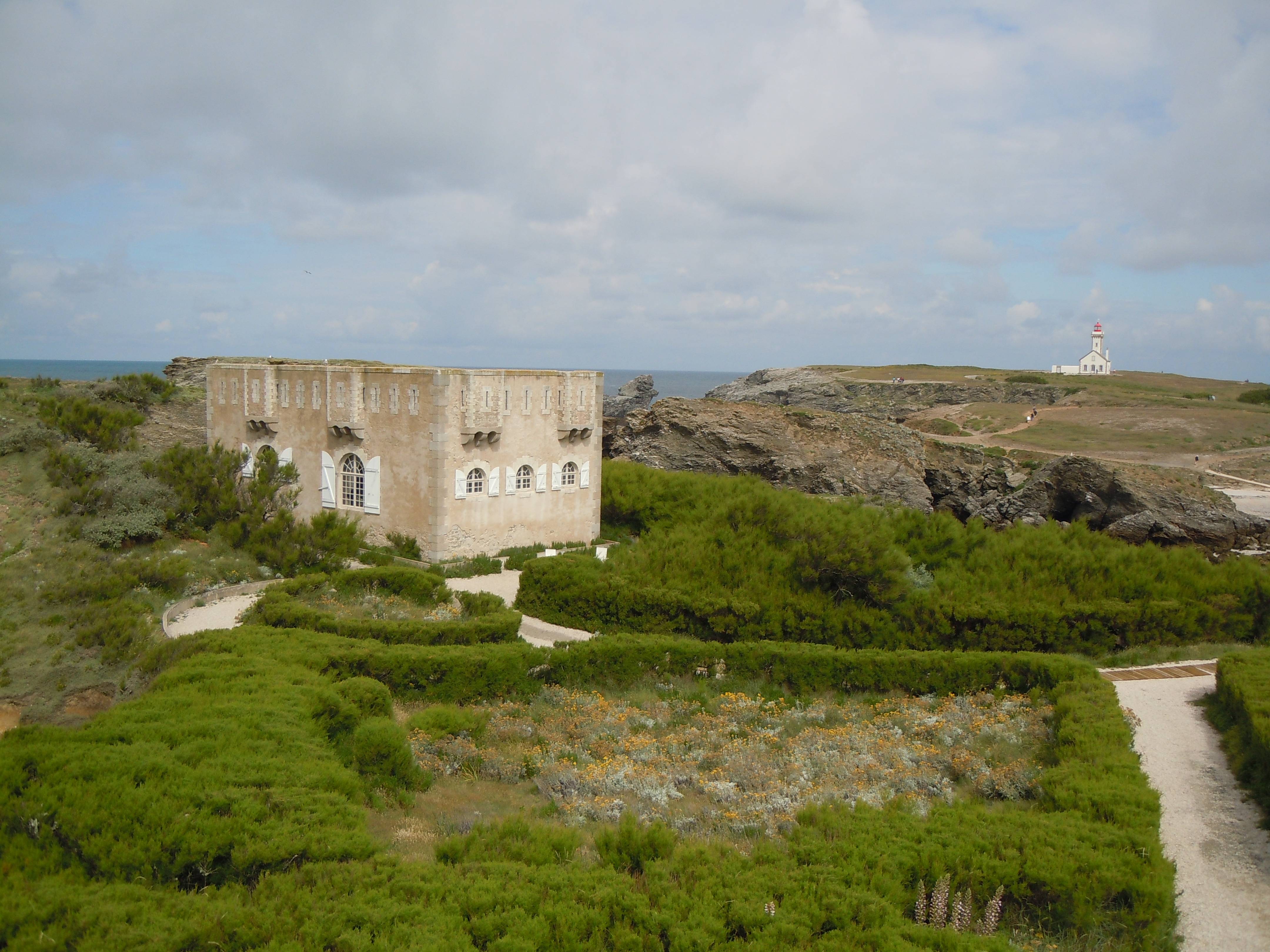
Fort Sarah-Bernhardt (XIXe siècle) et phare des Poulains (au font).

À la fin du XIXe siècle, la célèbre comédienne Sarah Bernhardt (1844-1923) tombe amoureuse de ces lieux enchanteurs : « La première fois que je vis Belle-Île, je la vis comme un havre, un paradis, un refuge. J’y découvris, à l’extrémité la plus venteuse, un fort, un endroit spécialement inaccessible, spécialement inhabitable, spécialement inconfortable, et qui, par conséquent, m’enchanta... ». Elle y achète le fort de la pointe des Poulains sur un vaste domaine de 46 hectares de landes et de bruyères. Elle le fait rénover et aménager et y passe toutes ses vacances d'été durant 30 ans (de 1894 à sa disparition en 1922) y accueillant de nombreux invités de prestiges, entre deux tournées triomphales mondiales.

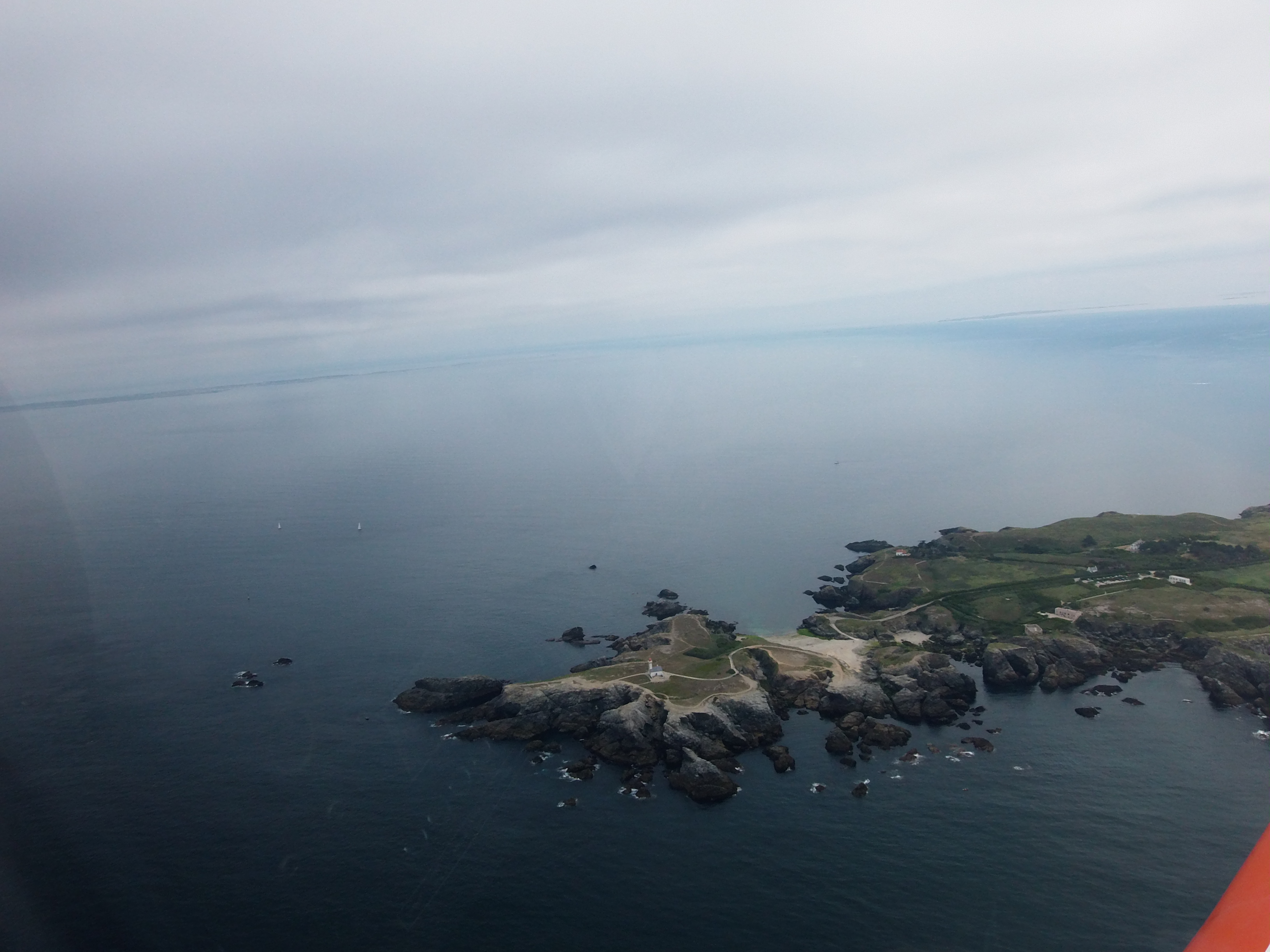
La pointe des Poulains vue du ciel.
Vue du port Stêr-Vraz, de la pointe des Poulains et du golf, depuis Koh Kastell.

En 1984, le maire de la commune de Sauzon aménage un premier parcours de golf-links (parcours de golf situé généralement en bord de mer et dans une zone dunaire) autour de la ferme des Poulains de l'ancien domaine du fort Sarah-Bernhardt, le long de la côte sauvage... Le golf s'étend avec le temps en un parcours de 14 trous. En 2004, le terrain est acquis et restauré par le conservatoire du littoral, et son site naturel préservé est labellisé Natura 2000 depuis 2007 (label de respect du milieu naturel, de faune et de flore). Le golf est homologué par la fédération française de golf depuis 2018.  